# O Judeu
O Judeu é um filme luso-brasileiro de 1995, dirigido por Jom Tob Azulay, baseado na vida do dramaturgo António José da Silva, dito "o  judeu".
Tem antestreia em Lisboa a sete de setembro de 1995 no cinema Tivoli e estreia no cinema Alcântara a oito de janeiro de 1999. Tem estreia internacional nesse mesmo dia no cinema Film Forum, em Nova Iorque.

## Sinopse
«Portugal 1715/1739. Torturado aos vinte e um anos, António José da Silva redescobre o sentido da vida através do teatro de marionetas. Casa com Leonor Maria de Carvalho, cristã-nova como ele, e frequenta os salões aristocráticos do iluminismo, que o apoiam. Uma denúncia de heresia contra sua prima Brites Eugénia e o espírito irreverente das suas comédias  levam António José da Silva, uma vez mais, aos cárceres do Santo Ofício, junto com a mãe, Lourença Coutinho, e a mulher» (Cit. ficha do  produtor).

## História
A produção do filme é inicialmente assumida pelo produtor português António Vaz da Silva que não chega a concluí-la pela morte do protagonista, Felipe Pinheiro, e por problemas financeiros subsequentes. Neste filme teve também seu último desempenho Dina Sfat. Só passados vários anos outro produtor, António da Cunha Telles, aceita conclui-lo, recorrendo a um duplo para o papel do protagonista.

## Elenco
- Felipe Pinheiro - António José da Silva
- Dina Sfat – Lourença Coutinho
- Mário Viegas – D. João V
- José Lewgoy - D. Nuno da Cunha
- Cristina Aché – Leonor
- Edwin Luisi – Alexandre de Gusmão
- Fernanda Torres – Brites
- José Neto – D. Marcos
- Ruy de Carvalho – Padre Pantoja
- Sinde Filipe – Marquês do Alegrete
- Santos Manuel – professor
- Rogério Paulo – promotor do Santo Ofício
- António Anjos – secretário de D. Nuno
- Sérgio Godinho – António Teixiera
- Fernando Curado Ribeiro – bispo D. Teotónio
- Ruth Escobar – rainha D. Maria[8]
- Cândido Ferreira - padre no bar

## Festivais e prémios
Primeiro Prêmio no HBO Brasil (1996)
Festival de Cartagena (1996)
- Melhor ator coadjuvante para José Lewgoy[9]

Festival de Brasília (1995)
- Grande Prémio. Prémios ao melhor ator secundário (José Lewgoy), à decoração e ao som[3]